# Sisakos turákó

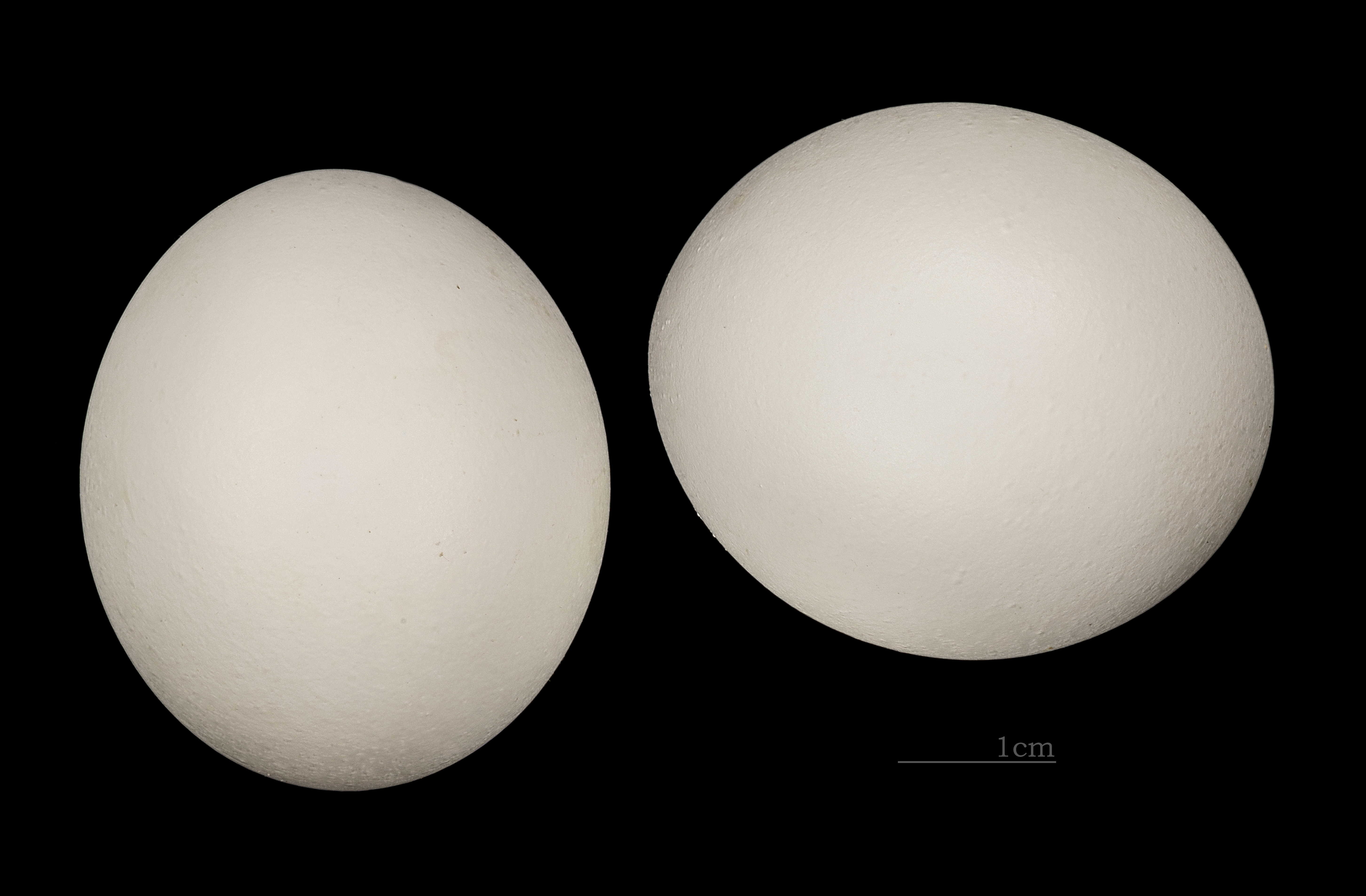
Tauraco corythaix

A sisakos turákó (Tauraco corythaix) a madarak osztályának turákóalakúak (Musophagiformes) rendjébe, ezen belül a turákófélék (Musophagidae) családjába tartozó faj. Korábban a család más tagjaival együtt a kakukkalakúakkal rokonították.

## Előfordulása
Afrika  déli részén, Mozambik, a Dél-afrikai Köztársaság és Szváziföld területén honos.

## Alfajai
- Tauraco corythaix corythaix (Wagler, 1827)
- Tauraco corythaix phoebus Neumann, 1907

## Megjelenése
Átlagos testhossza 40-42 centiméter. Magas, zöld tollbóbitája van. Piros szemgyűrűt és szeme körüli fehér foltot visel. Feje, nyaka és melle élénk világoszöld. Háta, szárnya és hasi része kék színű.